# Hieracium amblycentrum
Hieracium amblycentrum es una especie de planta con flor del género Hieracium, de la familia Asteraceae, orden Asterales.

## Distribución
Hieracium amblycentrum se distribuye por Suecia y Noruega.

## Taxonomía
Fue descrita científicamente por Dahlst. Fue publicada en Ark. Bot. 9(2): 40 (1909).